# Мрійник (портрет)

Visionary.Ральф Вулф Коуен, 1989.Дональд Трамп, Мар-а-Лаго, штат Флорида.Оригінальна версія.

Мрійник (або Підприємець) — портрет американського бізнесмена і політика Дональда Трампа. Картина написана в 1989 році  американським художником Ральфом Вулф Коуеном. Вона знаходиться у Трамп Палм-Біч, штат Флорида, резиденція Мар-а-Лаго.

## Передумови написання
Трамп не замовляв портрет у Коуена, але після того як він побачив ескіз змальований з нього  маслом, Трамп схвалив картину.  Коуен підготував ескізи Трампа протягом декількох вихідних, під час того як він був в резиденції в Мар-а-Лаго. Картина була завершена незабаром після того, як Трамп придбав Мар-а-Лаго. Коуен раніше відвідав резиденцію в коли вона була  у власності Марджорі Мерівезер Пост.  Коуен сказав пізніше про  його роботи, «Ніхто ніколи не любив мої портрети... Я знаю , як зробити їх «живими» своїми власними силами».

## Характеристика
Картина була описана як зображення «молодого, засмаглого і красивого Дональда Трампа, одягненого в білий тенісний светр». Коуен навмисно зобразив Трампа в білому одязі, щоб відрізнити його від більш темного, більш формальної одягу, яку він носив у Нью-Йорку.  У профілі Кована для Оксфорд Америка,  Ніколь Пасулка писав , що  Коуен часто зображує предмети  «двадцять фунтів тонше і двадцять років молодше, часто в оточенні небесного світла, верхи екзотичних тварин, або обрамлені гірськими хребтами», і що портрет Трампа був «стандартним Коуенським вистрілом в небо».
У 1997 році в профілі Трампа для Плейбой,  Марк Боуден описав звернення Кауеа до Трампу як «  він свого роду художник , який може зобразити людину ніби зображення в дзеркалі». Боуден порівняв портрет з «Богом Сонця», відчуваючи , що він зображував «широкоплечого,з худорлявими стегнами Дональда, його юне обличчя затьмарене саме сонцем, шкіра світиться , як верхні поверхи Трамп Тауер на заході, колір теплих злитків «. Коуен описує свій стиль як «романтичний реалізм».

### Зображення рук
Рука Трампа в портреті навмисно залишилася незавершеною в момент його завершення. Вона була змальована ніби як відпочиває «велично, але не повністю на його стегні». Коуен пізніше сказав, що «я люблю ескізні портрети, де закінчені тільки одна рука, а інша ні», але Трамп «не отримав» домальоване зображення його руки. Коуен передбачав, що Трамп запитає його "Коли ви збираєтеся закінчити свою картину?,39 Я б сказав, "Дональд, вона закінчена. Одного разу він сказав мені: «Скільки часу вам потрібно , щоб зафіксувати руку?21,5 дюйма (54,6 см) Коуен врешті-решт, погодився намалювати руку за кілька тисяч доларів, з узгодженою ціною портрета в діапазоні від $ 24000 до $ 18000 відповідно до Коуен. Коуен зменшив  звичайну ціну для портрета на 60 відсотків для Трампа; і потребував регулярного доступу до Мар-а-Лаго, коли він став членом  приватного клубу.
Коуен відхилив претензії, про вищу оплату, не завершуючи руку або щоб інший художник зобразив руку.  Коуен пізніше сказав, що «Він завжди намагався торгуватися, і мені не подобається це взагалі». Рука була зрештою завершена в 2002 році.
Коуен прокоментував розмір руки Трампа, стверджуючи, що «у нього немає рученята, як кажуть люди... Вони прекрасно пропорційні ». .

## Наслідок
Коуна згодом попросила дружина Трампа, Марла, щоб він намалював портрет дітей Трампа. Коуен не написав портрет  справжньої дружину Трампа, Меланії,як він стверджує , що з ростом популярності телевізійних шоу Трампа, підмайстер,  Трамп почав чекати що такі  речі залишаться без оплати. Коуен сказав, що Трампу «Дональд, я не віддам картини».